# Siaton

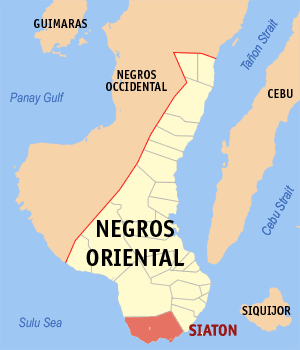
Bản đồ Negros Oriental với vị trí của Siaton

Siaton là một đô thị hạng 2 ở tỉnh Negros Oriental, Philippines. Theo điều tra dân số năm 2000, đô thị này có dân số 64.258 người trong 12,767 hộ.

## Barangay
Siaton được chia thành 26 barangay.
| - Albiga - Apoloy - Bonawon - Bonbonon - Cabangahan - Canaway - Casala-an - Datag - Giliga-on - Inalad - Malabuhan - Maloh | - Mantiquil - Mantuyop - Napacao - Poblacion I - Poblacion II - Poblacion III - Poblacion IV - Salag - San Jose - Sandulot - Si-it - Sumaliring - Tayak |